# وگا دو التر
وگا دو التر (به اسپانیایی: Vega de Alatorre) یک منطقهٔ مسکونی در مکزیک است که در وراکروس واقع شده‌است.

## خصوصیات
وگا دو التر ۳۱۰٫۹۲ کیلومترمربع مساحت و ۱۸٬۵۰۷ نفر جمعیت دارد.